# Asakura
Asakura (jap. 朝倉市 Asakura-shi) ist eine kreisfreie Stadt in der Präfektur Fukuoka in Japan.

## Geographie
Asakura liegt südlich von Kitakyūshū und südöstlich von Fukuoka. Südlich der Stadt verläuft von Osten nach Westen der Chikugo.
|                        | Jan  | Feb  | Mär   | Apr   | Mai   | Jun   | Jul   | Aug   | Sep   | Okt  | Nov  | Dez  |   |         |
| Mittl. Temperatur (°C) | 4,7  | 6,0  | 9,4   | 14,4  | 19,2  | 22,9  | 26,8  | 27,4  | 23,6  | 17,9 | 12,1 | 6,7  | ⌀ | 16      |
| Mittl. Tagesmax. (°C)  | 9,8  | 11,5 | 15,3  | 20,9  | 25,8  | 28,2  | 31,8  | 33,2  | 29,4  | 24,2 | 18,1 | 12,1 | ⌀ | 21,7    |
| Mittl. Tagesmin. (°C)  | 0,3  | 0,9  | 3,9   | 8,4   | 13,4  | 18,6  | 23,0  | 23,3  | 19,3  | 12,8 | 6,9  | 2,0  | ⌀ | 11,1    |
|                        |      |      |       |       |       |       |       |       |       |      |      |      |   |         |
| Niederschlag (mm)      | 64,6 | 81,4 | 121,8 | 139,2 | 169,5 | 333,6 | 413,2 | 206,9 | 176,6 | 92,4 | 88,9 | 65,0 | Σ | 1.953,1 |
|                        |      |      |       |       |       |       |       |       |       |      |      |      |   |         |
| Sonnenstunden (h/d)    | 3,63 | 4,55 | 5,24  | 6,05  | 6,28  | 4,09  | 5,29  | 6,28  | 5,32  | 5,65 | 4,64 | 3,84 | ⌀ | 5,1     |

| 0,3 |

| 0,9 |

| 3,9 |

| 8,4 |

| 13,4 |

| 18,6 |

| 23,0 |

| 23,3 |

| 19,3 |

| 12,8 |

| 6,9 |

| 2,0 |

| 0,3 |

| 0,9 |

| 3,9 |

| 8,4 |

| 13,4 |

| 18,6 |

| 23,0 |

| 23,3 |

| 19,3 |

| 12,8 |

| 6,9 |

| 2,0 |

## Geschichte
Als der koreanische Verbündete Japans, Baekje, von Silla und Tang-China unterworfen wurde, leistete die Saimei-tennō militärische Hilfe für dessen Wiedereinrichtung und verlegte im Jahr 661 den Regierungssitz, und damit die Hauptstadt Japans, auf Grund der Nähe Asakuras zu Korea hierher in den Asakura-Tachibana-Hironiwa-Palast (朝倉橘広庭宮, Asakura no tachibana no hironiwa no miya). Da sie jedoch wenige Monate später verstarb, wurde dieser wieder aufgegeben.
Asakura-shi, die hier beschriebene kreisfreie Stadt Asakura, entstand 2006 durch die Fusion von Amagi-shi (1954 aus dem Kreis gelöst) mit weiteren Teilen des Asakura-gun (Landkreis Asakura).

## Politik
Asakura liegt zusammen mit dem Kreis Asakura sowie Chikushino, Kasuga, Ōnojō, Dazaifu, Nakagawa und Teilen von Minami im etwa 454.000 Einwohner zählenden Wahlkreis 5 der Präfektur Fukuoka.

## Sehenswürdigkeiten
Ein in der Stadt liegendes Museum ist das Hirazuka Kawazoe Archeological Park Museum (平塚川添遺跡公園体験学習館). Die archäologische Stätte umfasst eine großflächige Siedlung aus der Yayoi-Zeit, die 1991 entdeckt wurde. Die Fundstelle wurde 1994 als nationale Historische Stätte ausgewiesen. Eine weitere südöstlich davon gelegene Historische Stätte ist der Oda-Chausuzuka-Kofun (小田茶臼塚古墳), der 1979 ausgewiesen wurde.
An der Nordgrenze der Stadt liegt der Amagi-Park (甘木公園).  Der Eso-Hachiman-Schrein (恵蘇八幡宮) befindet sich im Süden, nördlich des Chikugo.

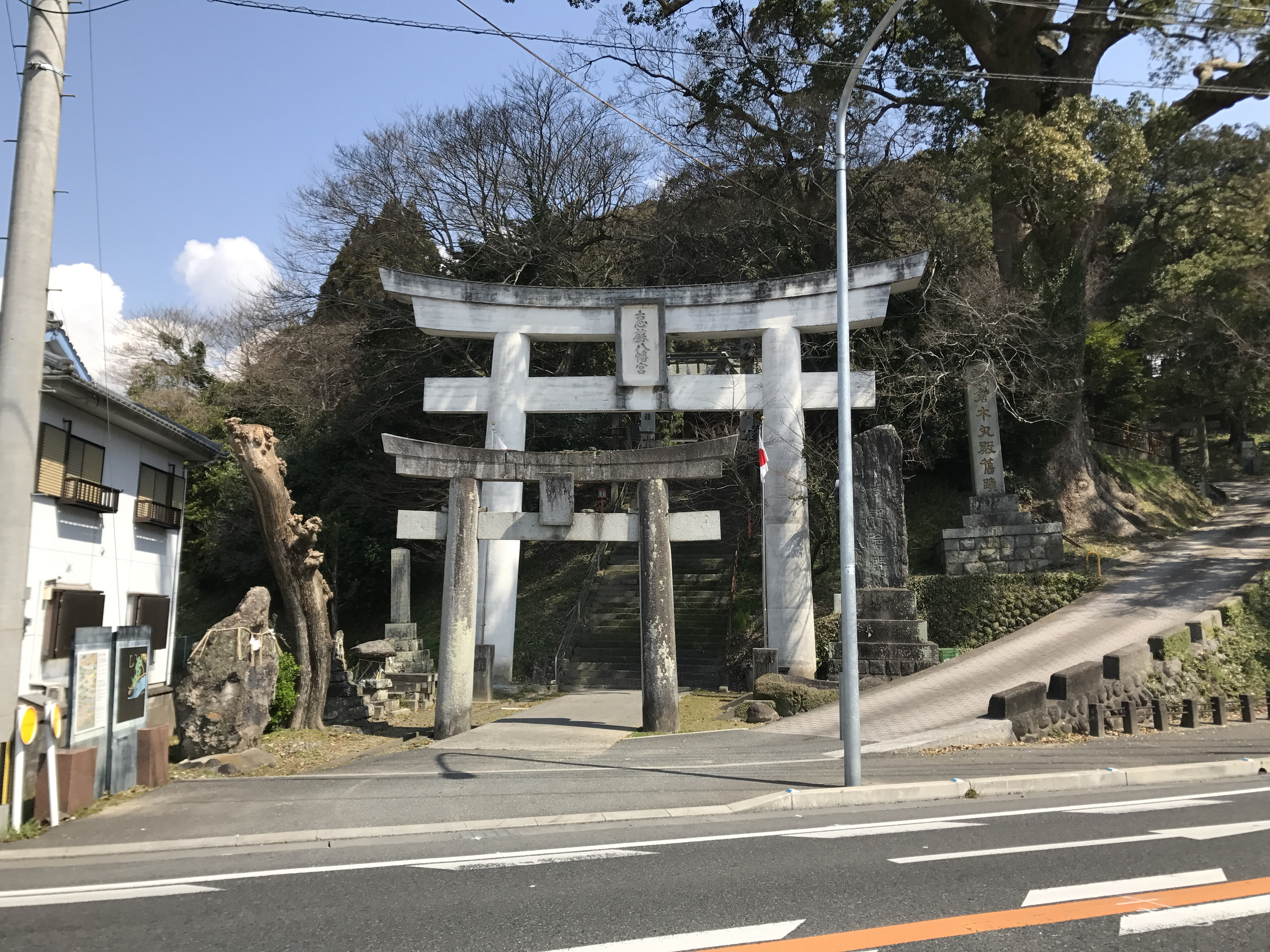
Toriis am Eingang zum Eso-Hachiman-Schrein

## Verkehr
- Straßen:
  - Oita-Autobahn
  - Nationalstraßen 322, 389, 500

## Söhne und Töchter der Stadt
- Masao Katō (1947–2004), japanischer Go-Spieler
- Michiko Kichise (* 1975), Schauspielerin

## Angrenzende Städte und Gemeinden
- Präfektur Fukuoka
  - Kurume
  - Ukiha
  - Kama
  - Chikuzen
  - Toho
  - Tachiarai
- Präfektur Ōita
  - Hita